# Miguel Ángel González (guitarrista)
Miguel Ángel González (también conocido como Enano y El guitarrista de los Caramelos) es un músico venezolano, y fue el primer guitarrista fijo de los Caramelos de cianuro desde 1989 hasta 2019.

## Biografía
Miguel Ángel González además de guitarrista profesional también es director y editor de video, oficio que aprendió tras sus estudios de Diseño Gráfico y Publicidad.

## Equipamiento
fender Strato Sunburst 78 custom.
fender Strato 78 Blanca.
fender Tele Deluxe NASH.
Gibson Explorer negra.
Fender Jaguar 63.
Seymour Duncan Hot Rodded Pickups (Jazz/JB)
MARSHALL JCM800 de 50Watts.
Amplificador BADCAT
delay  STRYMON TIMELINE